# Татарской зональной опытной станции
 Татарской зональной опытной станции (тат. Татар зональ тәҗрибә станциясе поселогы) — посёлок в Камско-Устьинском районе Татарстана. Входит в состав Теньковского сельского поселения.

## География
Находится в западной части Татарстана на расстоянии приблизительно 29 км на север-северо-запад по прямой от районного центра поселка Камское Устье на берегу Куйбышевского водохранилища.

## История
Основан в 1930-х годах при Татарской плодово-ягодной опытной станции.

## Население
Постоянных жителей насчитывалось в 1958—335, в 1970—407, в 1979—338, в 1989—186. Постоянное население составляло 226 человек (русские 57 %, татары 40 %) в 2002 году, 187 в 2010.